# Maurizio Migliavacca
Maurizio Migliavacca (Fiorenzuola d'Arda, 5 aprile 1951) è un politico italiano, presidente della Provincia di Piacenza dal 11 agosto 1990 al 24 gennaio 1994.
È stato deputato alla Camera per tre legislature: la XIII, la XV e la XVI, ricoprendo vari incarichi parlamentari, coordinatore dei Democratici di Sinistra dal 2004 al 2007, nonché coordinatore del Partito Democratico dal 2009 al 2013, ed infine senatore della Repubblica nella XVII legislatura.

## Biografia
Nato nel 1951 a Fiorenzuola d'Arda, nella provincia di Piacenza, si è laureato in scienze politiche.
Alle elezioni amministrative del 1990 si candida al consiglio provinciale di Piacenza, venendo eletto tra le file del Partito Comunista Italiano nelle sue ultime fasi. Successivamente diventa Presidente della provincia di Piacenza, che ricopre dal 1990 al 1994.
In seguito al scioglimento del PCI con la svolta della Bolognina di Achille Occhetto nel 1991, aderisce alla nascita del Partito Democratico della Sinistra (PDS).

### Elezione a deputato
Alle elezioni politiche del 1996 viene eletto alla Camera dei deputati vincendo nel collegio maggioritario Fiorenzuola d'Arda dell'Emilia-Romagna con il Partito Democratico della Sinistra.
Nella XIII Legislatura è stato Vicepresidente della Commissione Attività produttive, e di membro della Commissione Difesa alla Camera per un anno.
Nel 1998 aderisce alla svolta in chiave moderna di Massimo D'Alema dal PDS ai Democratici di Sinistra (DS), per unificare il PDS con altre forze della sinistra italiana e "ammainare" definitivamente il simbolo falce e martello in riferimento al comunismo, in favore alla rosa della socialdemocrazia.
Dal 2001 al 2007 è membro della Segreteria nazionale dei Democratici di Sinistra, prima come Responsabile dell'Organizzazione e, dal 2005 come Coordinatore.
Nel 2006 è nuovamente eletto Deputato nella sua regione, nella lista dell'Ulivo, dov'è membro della Commissione Difesa.
Il 23 maggio 2007 diviene uno dei 45 membri del Comitato nazionale per il Partito Democratico che riunisce i leader delle componenti del futuro PD.
Alle elezioni politiche del 2008 viene rieletto nuovamente alla Camera dei deputati, nella circoscrizione Emilia-Romagna tra le liste del PD. Nella XVI legislatura è componente della 4ª Commissione Difesa e Presidente della Giunta delle Elezioni della Camera, che verifica della regolarità della elezione di ciascun deputato.
Il 24 febbraio 2009 Dario Franceschini (già vicesegretario del PD), appena nominato segretario del PD dopo le dimissioni di Veltroni dalla segreteria nazionale, dopo l'esito negativo alle regionali sarde, nomina Maurizio Migliavacca Responsabile nazionale dell'Organizzazione del PD.
Il 24 novembre 2009 viene nominato Coordinatore della Segreteria nazionale del Pd guidata dal Neo Segretario Pier Luigi Bersani.

### Elezione a senatore
Alle elezioni politiche del 2013 viene candidato al Senato della Repubblica, ed eletto tra le liste del Partito Democratico nella circoscrizione Emilia-Romagna.
A marzo, in seguito alle Elezioni, insieme a molti altri colleghi del Parlamento, aderisce al progetto Riparte il futuro,  firmando la petizione che ha lo scopo di revisionare la legge anti-corruzione modificando la norma sullo scambio elettorale politico-mafioso (416 ter) entro i primi cento giorni di attività parlamentare.
Nel 2017 lascia il PD per aderire ad Articolo 1 - Movimento Democratico e Progressista di Pier Luigi Bersani, Massimo D'Alema e Roberto Speranza. Decide di non ricandidarsi alle elezioni politiche del 2018.